# Maria av Ungern
Maria av Ungern, född 1371, död 17 maj 1395, var Ungerns regerande drottning från 1382 till sin död. Hon var dotter till och tronarvinge efter kung Ludvig I av Ungern och Polen och Elisabet av Bosnien.

## Biografi
Efter sin äldre syster Katarinas död 1378 hyllades Maria som tronarvinge till både Ungern och Polen efter sin far. Hon trolovades samtidigt med Sigismund av Luxemburg, som enligt överenskommelsen skulle bli hennes medregent jure uxoris vid vigseln. 

### Trontillträde
Vid faderns död 1382 ärvde Maria Ungerns krona. Modern fungerade som regent för henne under hennes omyndighet. Den polska adeln hindrade vägrade dock att låta henne tillträda Polens tron genom att kräva att den framtida monarken måste bo i Polen. Istället valdes Marias lillasyster Hedvig 1384 till polsk monark. 
Ungern hotades av invasion från både Marias trolovade Sigismund, och hennes släkting Karl av Neapel, som båda ville överta tronen. Hennes mor trolovade henne därför med en son till Frankrikes kung. År 1385 gifte Maria sig med Sigismund av Luxemburg, sedan denne invaderat landet. Efter bröllopet gav sig Sigismund av till Böhmen. Ungerns opposition bjöd då in Karl III av Neapel, som hyllades som monark. Marias mor Elisabet fick honom dock mördad i februari 1386. 
Ett uppror under Johan Horvath utbröt då i Kroatien till förmån för Karls son, Ladislaus. Elisabet och Maria tillfångatogs av fienden då de färdades till krigsområdet, och Ladislaus mor och förmyndare krävde att Elisabet dödades som hämnd för att hon mördat Karl. Elisabet stryptes till döds, medan Maria förblev i fångenskap. Under tiden betraktades Ungerns tron som vakant, och Marias make Sigismund hyllades som Ungerns monark i Budapest.

### Senare regering
Den 4 juni 1387 befriades Maria av Sigismund och återinstallerades som Ungerns monark. Paret regerade sedan enligt den ursprungliga överenskommelsen som samregenter. Maria hade sitt eget sigill och undertecknade statliga handlingar och dokument, men hon tycks mest ha bekräftat Sigismunds handlingar snarare än ha ägnat sig åt någon självständig politik. År 1394 blev dock Johan Horvath slutligen tillfångatagen, och det var då Maria som gav order om hans avrättning. 
Maria avled efter ett fall från en häst under en graviditet.